# Jean de Suarez d'Aulan
Jean de Suarez d'Aulan (20 novembre 1900 – 8 ottobre 1944) è stato un bobbista francese.

## Biografia
Viene ricordato come vincitore di una medaglia di bronzo nella sua disciplina, ottenuta ai campionati mondiali del 1934 (le due precedenti non si svolsero, edizione tenutasi a Garmisch-Partenkirchen, attuale Germania) insieme ai suoi connazionali Rheims, Bemish e Jacques Bridou
Totalizzarono un tempo inferiore rispetto alla squadra rumena (medaglia d'argento) e quella tedesca (medaglia d'oro).